# Francis Nicholson
 (août 2022).
Pour les articles homonymes, voir Nicholson.
Francis Nicholson (12 novembre 1655 – 16 mars 1728) est un officier militaire britannique et un administrateur colonial. 

## Biographie
Il sert en Afrique et Europe, puis on l’envoie comme le chef des troupes soutenant Edmund Andros dans le Dominion de la Nouvelle-Angleterre. Là, il se distingue et est nommé lieutenant-gouverneur de la dominion en 1688. Après les nouvelles de la Révolution Glorieuse atteint les colonies en 1689, Andros est renversé dans la révolte de Boston. Nicholson lui-même est bientôt mis au courant de la rébellion de Leisler à New York et fuit en Angleterre.
Il exerce ensuite les fonctions de lieutenant-gouverneur et de gouverneur de la province de Virginie et de la province du Maryland. Il soutient la fondation du collège de Guillaume et de Marie et se dispute avec Andros après qu’Andros ait été choisi face à lui comme le gouverneur de Virginie. En 1709 il est impliqué dans les actions militaires coloniales pendant la Deuxième Guerre intercoloniale, en menant une expédition avortée contre le Canada. Il mène alors l’expédition au siège de Port-Royal le 2 octobre 1710. Ensuite il exerce les fonctions de gouverneur de la Nouvelle-Écosse et de Plaisance et est le premier gouverneur royal de la province de la Caroline du Sud après une rébellion contre ses propriétaires. Il est promu au grade de général-lieutenant et est mort en célibataire à Londres en 1728.
Il soutient l’éducation publique dans les colonies et est un membre tant de la société pour la propagation de l’évangile à l’étranger que de la Royal Society. Il influence l’architecture américaine, étant responsable de la disposition et de l’aspect d’Annapolis et de Williamsbourg. Il est un des premiers avocats d’union coloniale, principalement pour des raisons de défense contre les ennemis communs.